# 井上喜貴
井上 喜貴（いのうえ よしき、1984年9月27日 - ）は、日本の陸上競技選手。円盤投元日本ジュニア記録保持者。群馬県多野郡吉井町（現・高崎市）出身。吉井町立中央中学校、前橋育英高等学校、卒業。早稲田大学スポーツ科学部卒業。

## 経歴
- 2002年 日本ジュニア3位。茨城インターハイ2位。よさこい高知国体で54m13をマークし優勝。
- 2003年第19回日本ジュニア陸上競技選手権で51m59の日本ジュニア新記録を樹立して優勝。第1回日本学生ジュニア選手権で46m15をマークし2位。
- 2006年日本選手権円盤投第8位。日本グランプリ兵庫リレーカーニバル7位入賞
- 2007年関東選手権優勝。日本グランプリ最終戦、群馬リレーカーニバル6位入賞
- 2008年日本選手権8位入賞。

## 年次ベスト
砲丸投　　　　　　
- 中一：9m34 (4kg)
- 中二：12m86
- 中三：14m75
- 高一：12m83 (5.45kg)
- 高二：14m17
- 高三：15m78
- 大一：12m10 (16ポンド)
- 大四：12m66

円盤投
- 高一：41m84 (1.5kg)
- 高二：50m78
- 高三：54m13
- 大一：46m15 (2.00kg) 、 51m59 (1.75kg) ジュニア日本記録(当時)
- 大二：45m90
- 大三：47m51
- 大四：48m45

ハンマー投
- 高一：50m86 (6.45kg)
- 高二：54m86
- 高三：58m12 (2002年高校ランキング8位)

## エピソード
- 痩せるために陸上部に入部し、恩師の助言により砲丸投に出会う。
- 中学3年の全国中学では全く勝負にならず予選落ち。
- 高校では初めての挑戦で円盤を38m投げたことをきっかけに円盤投に転向する。
- 高2の7月に当時高校ランキング2位となる50m78cmを投げるが、県大会で3FをしたためIHへ出場できず。所属する前橋育英高等学校は、この年のIH総合準優勝している。
- 同年の宮城国体にハンマー投げで出場するも、全く勝負にならず。
- 同年の11月に、5月の県総体で痛めた右膝半月板の手術をする。
- 高3のIHでは同チームメイトの堀口(ハンマー投げ3位)の活躍により、IHフィールド優勝を勝ち取る。
- 同年の国体で高校ランキング1位の記録で優勝。
- 大学入試では、面接前に気合を入れるため髪型を受験大学の頭文字を入れた頭にして受験した。